# 田世藩
田世藩（1919年9月23日—1999年11月1日），前中華民國陸軍中校，為孫立人舊部，曾為中國遠征軍一員。隨中華民國政府撤退來台後，受政府整肅孫立人部屬而牽連，入獄8年。2013年得到平反。

## 生平
參與仁安羌戰役，在第二次世界大戰結束後，獲得英國頒授勳章。
1949年來到台灣，在孫立人建立的陸軍軍官學校第四軍官訓練分班（今鳳山陸軍官校）任職。其友人自中國逃至香港，致信於田世藩，探問是否可以來台灣。田世藩回信提及，台灣情勢不穩，勸他不要來台灣。此信被情治機關截獲，以此為藉口，將他以妨害軍機治罪判刑8年。在當時，有數位孫立人舊部也因不同理由而入獄，後世相信這與政府高層準備整肅孫立人部屬有關。
田世藩出獄後，居住於高雄鳳山眷村，擔任學校教師。1999年，因車禍過世。

## 平反
戒嚴時期不當叛亂暨匪諜審判案件補償條例通過時，其家屬提出申請，但國防部回覆，相關卷宗已於1957年依法銷毀。因家屬當年沒有得到法院判決書，無文件可證明，所以駁回補償申請。
2013年8月，經民進黨立委管碧玲，向財團法人戒嚴時期不當叛亂暨匪諜審判案件補償基金會提出申請，重啟調查。在國家檔案卷宗內，查到三項證據，證明田世藩曾入獄服刑，在重新審查後，平反田世藩案，並對家屬給與補償。